# Dominó de baralho
O dominó de baralho (também conhecido por dominó de cartas) é um jogo de cartas baseado no dominó. O principal objetivo do jogo, assim como no dominó, é bater descartando todas as cartas, e assim somar o menor números de pontos.
Ordenação: Rei, Dama, Valete, 7, 6, 5, 4, 3, 2, Ás.
Início: São distribuídas 5 cartas para cada jogador. Serão colocadas no meio da mesa, as cartas que sobrarem.
Saída: O primeiro jogador a jogar, é o do lado direito ao que deu as cartas, a carta que inicia o jogo, é sempre os setes, se este jogador não tiver, será pulado até o próximo com qualquer outro sete. Caso ninguém tenha um sete em mãos, será distribuida mais uma rodada de cartas a todos os jogadores, reiniciando o ciclo até que alguém saia com a carta.
Jogando: O jogador que tem a saída descartará o sete. O próximo jogador deverá jogar ou um seis do mesmo naipe de um lado do sete, ou um valete do outro lado do sete, abrindo assim uma da pontas, e fazendo valer para os demais jogadores, a ordem informada das cartas.
Existe também uma variante do jogo, onde não é possível passar se tiver cartas disponíveis na mesa, fazendo com que sejam comprada até que se tenha a carta necessária.
Final do jogo: O jogador que bater (descartar todas as cartas) será o vencedor. Ao restante soma-se os pontos que ficaram em mãos.

## Variações de pontuação

### Melhor de três (ou cinco)
O vencedor será o primeiro a vencer três ou cinco partidas.

### Pontuação
O jogador que vencer, não somará ponto, os outros jogadores, serão somados as cartas restantes em mão, com a seguinte pontuação;
- Ás vale 15 pontos.
- Cada figura (Rei, Dama e Valete) vale 10 pontos.
- As cartas numéricas tem seu próprio valor.
- Geralmente, a rodada de partidas termina quando algum jogador ultrapassar 100 pontos.
- E também quando se acabarem as cartas.